# 太平镇 (古蔺县)
太平镇，是中华人民共和国四川省泸州市古蔺县下辖的一个乡镇级行政单位。

## 行政区划
太平镇下辖以下地区：
长征街社区、平丰村、走马村、城伍村、太平村、高笠村、煌家村、团结新村、九龙村和岔角村。

## 中国传统村落
2013年8月，平丰村被评为第二批中国传统村落。